# Marcelle Demougeot
Marcelle Demougeot, née Jeanne Marguerite Marcelle Decorne le 8 juin 1876 à Dijon et morte le 23 novembre 1931 à Sainte-Maxime, est une cantatrice française. Soprano, elle s'illustre particulièrement dans le répertoire wagnérien.

## Biographie

### Enfance
Jeanne Marguerite Marcelle Decorne, née le 8 juin 1876 au n°5 de la rue Lamonnoye à Dijon, est la fille de Jean François Xavier Decorne, receveur des contributions indirectes et de Claudine Victorine Vachet.

### Formation
Elève de monsieur Laurent et 1er prix de chant au Conservatoire de Dijon, elle intègre ensuite le Conservatoire national de Paris, à partir de 1899. Elève d'Édouard Mangin, elle obtient en 1902 un 1er prix de chant dans une scène du premier acte de Der Freischütz et un 1er prix d'Opéra dans une scène du deuxième acte de Salammbô.

### Carrière
Marcelle Demougeot fait ses débuts à Paris en 1902, dans le rôle de Donna Elvira. Elle est reconnue comme « la plus célèbre chanteuse wagnérienne de sa génération ». Elle interprète notamment Brünnhilde et Kundry. Elle se produit dans une production francophone de Das Rheingold de Wagner en 1909, et chante lors de la création à Paris de Parsifal en 1914.
Elle crée plusieurs rôles : Le fils de l'étoile (1904) de Camille Erlanger, Ariane (1906) de Massenet, Déjanire (1911) de Camille Saint-Saëns.
Elle réalise plusieurs enregistrements avant 1910. Elle enregistre en 1930 l'« Appel à la Paix, de l'Orient à l'Occident » d'Augusta Holmès.
En 1916, Marcelle Demougeot se produit lors d'un concert en faveur des vétérans aveugles à Vichy.
Pour célébrer la signature de la paix à la fin de la Première Guerre mondiale, elle chante La Marseillaise sur le parvis du Palais Garnier, puis lors d'un festival de la victoire à Ostende.
En 1919, elle se produit lors des célébrations officielles du 14 juillet à Paris.
En 1924, elle prend part aux festivités entourant les Jeux olympiques d'été de Paris.
Elle meurt à Sainte-Maxime le 23 novembre 1931.